# Jean Ferrat

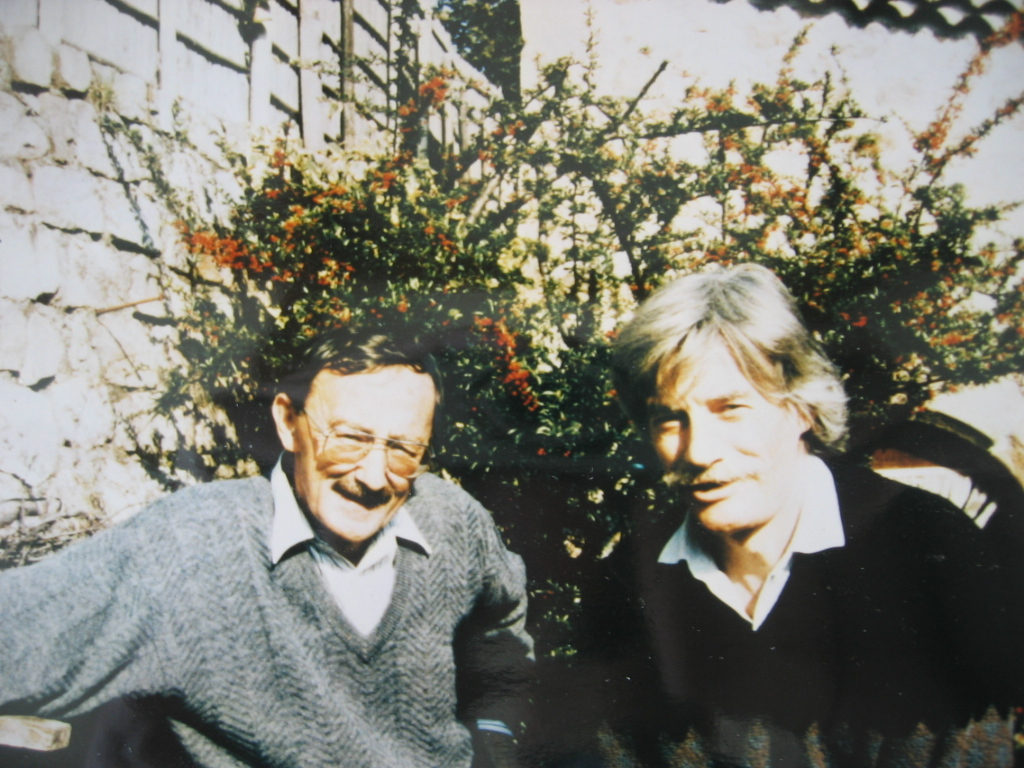
Jean Ferrat (rechts) mit Guy Thomas, der für ihn zahlreiche Lieder schrieb.

Jean Ferrat (eigentlich Jean Tenenbaum; * 26. Dezember 1930 in Vaucresson, Seine-et-Oise, heutzutage Hauts-de-Seine; † 13. März 2010 in Aubenas, Ardèche) war ein französischer Sänger und Komponist.

## Werdegang
Jean Ferrat war das jüngste von vier Kindern eines jüdischen Vaters russischer Abstammung, Mnacha (Manassé) Tenenbaum, und einer französischen Mutter, Antoinette Malon. Tenenbaum war im Jahr 1905 wegen der Judenpogrome von Russland nach Frankreich ausgewandert. Er war Goldschmied und diente in beiden Weltkriegen als Freiwilliger in der französischen Armee. Jean Ferrat war elf Jahre alt, als sein Vater in ein Internierungslager in Frankreich verschleppt wurde. Nach Kriegsende erfuhr die Familie, dass er im Konzentrationslager Auschwitz ermordet worden war. Jean wurde 1941 von kommunistischen Widerstandskämpfern versteckt, ehe seine Mutter mit ihm und seinen Geschwistern nach Südfrankreich fliehen konnte. Er lebte während des Krieges zwei Jahre in Font Romeu in den Pyrenäen, kehrte 1943 nach Versailles zurück, um seine schulische Laufbahn fortzusetzen, und floh schließlich erneut nach Südfrankreich; dort fanden er und seine Familie mit Unterstützung einer Widerstandsgruppe, der der Schwiegervater seines älteren Bruders Pierre angehörte, Unterschlupf im Département Ariège. Nach dem Krieg begann er am Conservatoire national des arts et métiers in Paris eine Ausbildung zum chemischen Assistenten, gab das Fach jedoch um 1954 auf, um sich ganz der Musik, seinem Hobby, zu widmen.
Jean Ferrat, dessen Eltern Musikliebhaber waren, oft die Pariser Opéra Comique besuchten und selbst gern sangen, komponierte anfangs Liebeslieder und vertonte Gedichte von Louis Aragon, darunter das berühmte Les yeux d'Elsa. Dieses nahm zunächst der Sänger André Claveau in sein Repertoire auf und verhalf damit Ferrat zu einer gewissen Anerkennung in der Pariser Cabaret- und Chansonszene. Mitte der 1950er Jahre trat Ferrat mit seinen Liedern im Cabaret La Colombe auf und schrieb Lieder für die Sängerin und Tänzerin Zizi Jeanmaire (darunter der bekannte Titel Mon bonhomme). Diese ließ ihn 1961 während sechs Monaten als Vorprogramm (vedette américaine) in ihrer Show in der Pariser Music Hall Alhambra auftreten und ermöglichte ihm so seine ersten Konzerte vor einem großen Publikum. Dafür wechselte er von der Gitarren- zur Orchesterbegleitung, an der er fortan festhielt.
Ferrat entwickelte sich zum engagierten Liedermacher. Er war zugleich Weggefährte der damals bedeutenden Kommunistischen Partei Frankreichs, der er jedoch nie beitrat. Im Jahr 1967 reiste er nach Kuba, um dort zehn Konzerte zu geben, und begeisterte sich für das gesellschaftliche Projekt Fidel Castros. Seine Plattenaufnahmen enthalten zahlreiche politische Lieder, von denen einige vom französischen Rundfunk nicht gesendet wurden, da sie als zu gewagt und kritisch galten. So das Lied Potemkine (1965), das im Kalten Krieg als Ode an die Revolution der Bolschewiken missverstanden wurde, in Wirklichkeit aber in Anlehnung an den berühmten Film von Sergei Eisenstein, Panzerkreuzer Potemkin, einen Matrosenaufstand 1905 vor Odessa und damit den Kampf gegen Unterdrückung und Ungerechtigkeit feiern wollte. Tatsächlich hielt Ferrat Distanz zur Politik der Sowjetunion; in seinem Chanson Camarade (1969) prangerte er die Niederschlagung des Prager Frühlings von 1968 an.
Ferrat behandelte auch weniger kontroverse Themen, etwas die Landflucht und die Umweltproblematik in La Montagne (1964), von dem fünf Millionen Schallplatten verkauft wurden und das neben Aimer à perdre la raison (1971) und La femme est l'avenir de l'homme (1975) zu seinen größten Erfolgen zählt. Weitere, eher poetische Titel, die heute in Frankreich als Evergreens gelten und für viele zum nationalen Kulturgut zählen, sind unter den Singletiteln unten aufgeführt.
Im Jahr 1972 beendete Ferrat seine Bühnenauftritte, fand aber einen Nachfolger in der Person des Sängers Alain Hivert, der seine Lieder in Frankreich sang. In Deutschland werden Lieder Ferrats von dem deutsch-belgischen Sänger Didier Caesar (in Begleitung des Gitarristen Stéphane Bazire) vorgetragen, darunter die Vertonungen zahlreicher Gedichte von Louis Aragon. Ferrat widmete sich wiederholt dem Werk Aragons; Früchte davon sind die Langspielplatte Ferrat chante Aragon (1971) und die CD Ferrat 95 – 16 nouveaux poèmes d’Aragon (1994). Diese ist zugleich sein letztes Studioalbum.
Von 1961 bis zu ihrem Tod war Ferrat mit der Sängerin Christine Sèvres (1931–1981) verheiratet, die eine Tochter aus erster Ehe in die Verbindung einbrachte, für die er offiziell die Vaterschaft übernahm. Sèvres und Ferrat führten eine offene Beziehung. 1971 lernte er die Sportlehrerin Colette Laffont kennen. Mit ihr ging er ein Liebesverhältnis ein (sie heirateten 1992), ohne mit Sèvres zu brechen, die er auch während ihres langen Krebsleidens treu begleitete. Im Jahr 1964 hatten Ferrat und Sèvres einen Bauernhof in Antraigues-sur-Volane im Département Ardèche in den Cévennen erworben, wohin sie 1974 ihren Hauptwohnsitz verlegten. Hier lebte Ferrat bis zu seinem Tod im März 2010. Jean Ferrat starb im Krankenhaus von Aubenas an Krebs.
An Ferrats Beerdigung in Antraigues-sur-Volane, die von mehreren französischen Fernsehsendern übertragen wurde, nahmen mehr als 5.000 Menschen teil, die aus allen Teilen Frankreichs anreisten, darunter die Sängerin Isabelle Aubret, für die er in den 1960er Jahren Lieder komponiert hatte und mit der ihn eine lebenslange Freundschaft verband. In zahlreichen französischen Ortschaften und Städten wurden Straßen und Plätze nach ihm benannt, so im Jahr 2015 die Place Jean-Ferrat im Pariser Viertel Ménilmontant.

## Diskografie (Auswahl)

### Alben
| Jahr | Titel                                                               | Höchstplatzierung, Gesamtwochen, AuszeichnungChartplatzierungen (Jahr, Titel, Platzierungen, Wochen, Auszeichnungen, Anmerkungen) | Höchstplatzierung, Gesamtwochen, AuszeichnungChartplatzierungen (Jahr, Titel, Platzierungen, Wochen, Auszeichnungen, Anmerkungen) | Höchstplatzierung, Gesamtwochen, AuszeichnungChartplatzierungen (Jahr, Titel, Platzierungen, Wochen, Auszeichnungen, Anmerkungen) | Anmerkungen                           |
| Jahr | Titel                                                               | FR | BEW | CH | Anmerkungen                           |
| ---- | ------------------------------------------------------------------- | --- | --- | --- | ------------------------------------- |
| 1996 | Les années Barclay                                                  | FR— ×2DoppelgoldFR | BEW37 (3 Wo.)BEW | — |                                       |
| 2001 | Ma France                                                           | FR59 (25 Wo.)FR | BEW5 (26 Wo.)BEW | — | Charteinstieg in FR 2011, in BEW 2010 |
| 2003 | En scène                                                            | FR12 (11 Wo.)FR | — | — |                                       |
| 2007 | La montagne                                                         | FR97 (4 Wo.)FR | — | — | Charteinstieg in FR 2015              |
| 2007 | Les 50 plus belles chansons                                         | FR167 (4 Wo.)FR | BEW44 (8 Wo.)BEW | — | Charteinstieg in FR 2015, in BEW 2010 |
| 2009 | Best Of - 3 CD                                                      | FR4 Diamant · (73 Wo.)FR | BEW2 Platin · (111 Wo.)BEW | CH12 (11 Wo.)CH |                                       |
| 2010 | L’intégrale des enregistrements originaux Decca / Barclay 1961–1972 | FR43 (19 Wo.)FR | — | — |                                       |
| 2011 | Talents vol. 1                                                      | FR130 (2 Wo.)FR | — | — |                                       |
| 2011 | Talents vol. 2                                                      | FR176 (2 Wo.)FR | — | — |                                       |
| 2015 | Poèmes Daragon – L’integrale Vol. 1 & 2                             | FR81 (5 Wo.)FR | — | — |                                       |
| 2020 | Ma France (2020)                                                    | FR59 (1 Wo.)FR | BEW145 (5 Wo.)BEW | — |                                       |
| 2020 | Je ne chante pas pour passer le temps                               | FR59 (1 Wo.)FR | — | — |                                       |

### Singles
| Jahr | Titel Album              | Höchstplatzierung, Gesamtwochen, AuszeichnungChartplatzierungen (Jahr, Titel, Album, Platzierungen, Wochen, Auszeichnungen, Anmerkungen) | Höchstplatzierung, Gesamtwochen, AuszeichnungChartplatzierungen (Jahr, Titel, Album, Platzierungen, Wochen, Auszeichnungen, Anmerkungen) | Höchstplatzierung, Gesamtwochen, AuszeichnungChartplatzierungen (Jahr, Titel, Album, Platzierungen, Wochen, Auszeichnungen, Anmerkungen) | Anmerkungen                     |
| Jahr | Titel Album              | FR | BEW | CH | Anmerkungen                     |
| ---- | ------------------------ | --- | --- | --- | ------------------------------- |
| 1963 | C’est beau la vie        | FR172 (1 Wo.)FR | — | — | Charteinstieg in FR 2015        |
| 1964 | Que serais-je sans toi?  | FR158 (1 Wo.)FR | — | — | Charteinstieg in FR 2015        |
| 1964 | La montagne              | FR124 (1 Wo.)FR | — | CH61 (1 Wo.)CH | Charteinstieg in FR und CH 2015 |
| 1969 | Ma France                | FR183 (1 Wo.)FR | — | — | Charteinstieg in FR 2015        |
| 1971 | Aimer à perdre la raison | FR112 (1 Wo.)FR | — | CH65 (1 Wo.)CH | Charteinstieg in FR 2015        |

grau schraffiert: keine Chartdaten aus diesem Jahr verfügbar

## Auszeichnungen für Musikverkäufe
| Goldene Schallplatte - Frankreich - 1995: für das Videoalbum Ferrat 91 En Public - 1995: für das Album Jean Ferrat Vol. 2 - 1995: für das Videoalbum Public - Schweiz - 1994: für das Album 16 nouveaux poemes d’Aragon 2× Goldene Schallplatte - Frankreich - 1995: für das Album Jean Ferrat Vol. 1 - 1998: für das Album Master Serie Vol. 2 | Platin-Schallplatte - Frankreich - 1995: für das Album Ferrat 95 - 1998: für das Album Master Serie Vol. 1 |

Anmerkung: Auszeichnungen in Ländern aus den Charttabellen bzw. Chartboxen sind in ebendiesen zu finden.
| Land/RegionAuszeichnungen für Musikverkäufe (Land/Region, Auszeichnungen, Verkäufe, Quellen) | Gold       | Platin     | Diamant  | Verkäufe  | Quellen         |
| -------------------------------------------------------------------------------------------- | ---------- | ---------- | -------- | --------- | --------------- |
| Belgien (BRMA)                                                                               | —          | Platin1    | —        | 30.000    | ultratop.be     |
| Frankreich (SNEP)                                                                            | 9× Gold9   | 2× Platin2 | Diamant1 | 1.820.000 | snepmusique.com |
| Schweiz (IFPI)                                                                               | Gold1      | —          | —        | 25.000    | hitparade.ch    |
| Insgesamt                                                                                    | 10× Gold10 | 3× Platin3 | Diamant1 |           |                 |